# Мамаду Ба
Мамаду Ба (фр. Mamadou Bah, нар. 25 квітня 1988, Конакрі) — гвінейський футболіст, півзахисник французького клубу «Страсбур».
Насамперед відомий виступами за клуб «Страсбур», а також національну збірну Гвінеї.

## Клубна кар'єра
У дорослому футболі дебютував у 2007 році виступами за команду клубу «Страсбур», в якій провів три сезони, взявши участь у 61 матчі чемпіонату. Більшість часу, проведеного у складі «Страсбура», був основним гравцем команди.
До складу клубу «Штутгарт» приєднався 2010 року. У своєму першому сезоні в Німеччині зіграв у чемпіонаті лише дві гри.

## Виступи за збірну
У 2008 році дебютував в офіційних матчах у складі національної збірної Гвінеї. Наразі провів у формі головної команди країни 31 матч, забивши 4 голи.